# Крастин, Максим Эдуардович
Максим Эдуардович Крастин (9 мая 1928, Ленинград — 3 декабря 2009, Санкт-Петербург) — советский и российский деятель культуры, директор Ленинградского академического театра оперы и балета имени С. М. Кирова (Мариинского театра) (1973—1989). Педагог. Заслуженный работник культуры Российской Федерации. Член Союза театральных деятелей Российской Федерации.

## Биография
Родители Крастина были репрессированы, поэтому он воспитывался в детском доме.
Участник Великой Отечественной войны. В 1943 году был определен воспитанником в воинскую часть № 77901. В 15-летнем возрасте — «Сын полка» — горнист сопровождал на фронт воинские эшелоны. В армии начал играть в военном оркестре.
После окончания войны учился в Днепропетровском артиллерийском училище. В 1951 году окончил с отличием Музыкальное училище имени М. И. Глинки и был демобилизован.
В 1956 году окончил Ленинградскую консерваторию имени Н. А. Римского-Корсакова, играл в симфонических оркестрах, в театрах, преподавал в детской музыкальной школе, работал музыкальным редактором на Ленинградском заводе грампластинок.
С 1959 по 1961 год — директор и главный редактор созданной им Республиканской студии грамзаписи в Ленинграде. Позже, работал на должности проректора по учебной работе в Ленинградской консерватории.
В мае 1963 года возглавил одну из лучших концертных организаций страны — Ленинградскую государственную филармонию.
В 1971 году назначен первым заместителем начальника Главного Управления культуры исполкома Ленгорсовета — начальником Управления театров и концертных организаций. С 1973 по 1989 год работал директором Ленинградского академического театра оперы и балета имени С. М. Кирова. С мая 1997 года — председатель Экспертного совета Мариинского театра.
Похоронен на Смоленском кладбище Петербурга.

## Награды
- Орден Отечественной войны II степени
- Орден Трудового Красного Знамени
- 12 медалей